# スウォンジー
スウォンジー（英語: Swansea, ウェールズ語: Abertawe（アベルタウエ））は、イギリス、ウェールズ南部の都市。人口は237,800人（2021年）で、ウェールズではカーディフに次ぐ人口第2位の都市である。スウォンジとも表記される。

## 経済
スウォンジーは18世紀初頭から、銅産業を主とする鉱山冶金業の中心地として栄えた。スウォンジーの産業は1880年代に頂点を極めた。第二次世界大戦終結までに重工業は衰退の一途をたどった。戦後数十年の間、スウォンジーも他都市と同様、工業依存からの脱却と第三次産業へのシフトが見られた。

## 教育
スウォンジー湾を見下ろすシングルトンパークにスウォンジー大学のキャンパスがある。スウォンジー大学の工学部は、工学設計問題を解決する計算手法に関する先駆的な研究を行う研究拠点とみなされている。物理学部は、理論物理学とりわけ素粒子物理学と紐理論の分野での先駆的な研究成果で名高い。

## 交通

### 鉄道
かつて1898年から1902年には、市内のコンスティテューション・ヒルにてケーブル式の路面電車が運行されていた。

## 観光

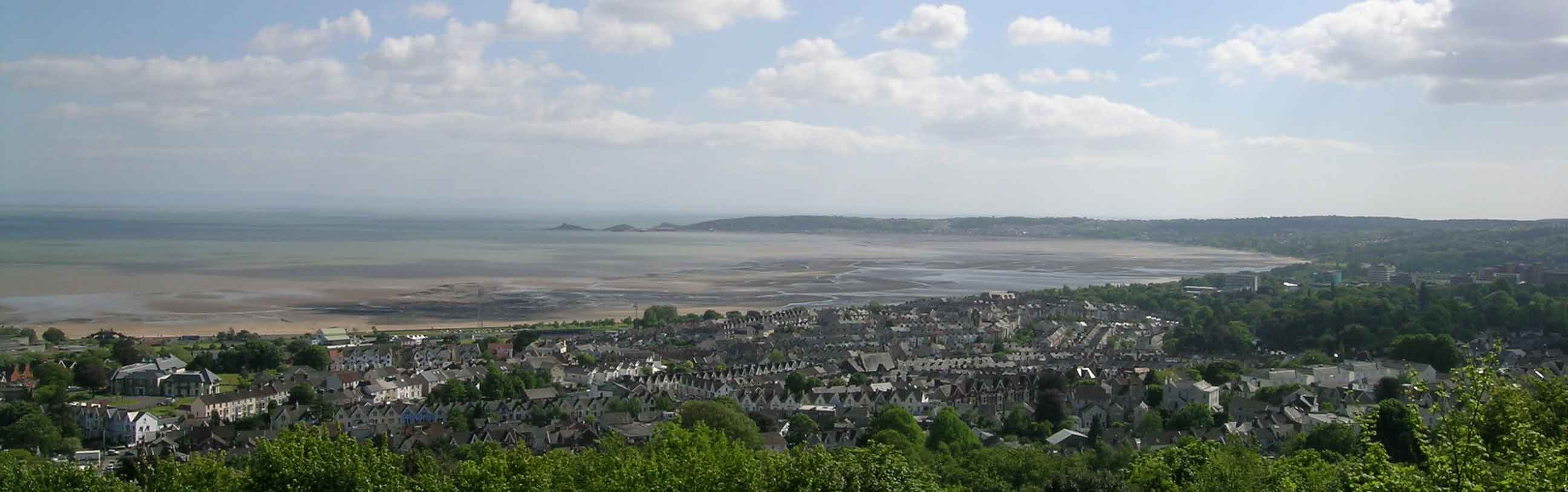
スウォンジーのパノラマ

## スポーツ
スウォンジーに本拠地を置くサッカークラブチーム
- スウォンジー・シティAFC

スウォンジーに本拠地を置くラグビークラブチーム
- スウォンジーRFC（ユニオン）

## 姉妹都市・友好都市
- マンハイム、ドイツ
- ポー、フランス
- コーク、アイルランド
- フェラーラ、イタリア
- オーフス、デンマーク
- 南通市、中華人民共和国
- ニューヨーク、アメリカ合衆国

## 著名な出身者
- ロジャー・ベヴァン・ウィリアムズ - オルガニスト
- クライブ・グレンジャー - 経済学者、統計学者
- ローワン・ウィリアムズ - カンタベリー大主教
- キャサリン・ゼタ＝ジョーンズ - 俳優
- ジョン・チャールズ - サッカー選手
- ディラン・トマス - 詩人
- ロブ・ブライドン - 俳優、コメディアン
- エドワード・ガントレット - 教育者
- クリフ・ジョーンズ - サッカー選手